# NGC 7074
NGC 7074 est une galaxie lenticulaire (?) située dans la constellation de Pégase. Sa vitesse par rapport au fond diffus cosmologique est de 3 096 ± 27 km/s, ce qui correspond à une distance de Hubble de 45,7 ± 3,2 Mpc (∼149 millions d'al). NGC 7074 a été découverte par l'astronome allemand Albert Marth en 1863.	
La base de données NASA/IPAC mentionne que NGC 7074 a une morphologie à double noyau. Selon la base de données Simbad, NGC 7074 est une candidate au titre de galaxie active.